# One Million Bullets
One Million Bullets è un singolo della cantante australiana Sia, pubblicato il 27 novembre 2015 come terzo estratto dal settimo album in studio This Is Acting.

## Descrizione
Si tratta dell'unico brano dell'album che la cantante non ha scritto per un'altra artista. In un'intervista concessa alla rivista statunitense Rolling Stone, Sia ha dichiarato il proprio affetto per il brano e che non aveva alcuna intenzione di inviarlo a qualcun altro.

## Tracce
Testi e musiche di Sia Furler, Jesse Shatkin.
1. One Million Bullets – 4:10